# Fairey III

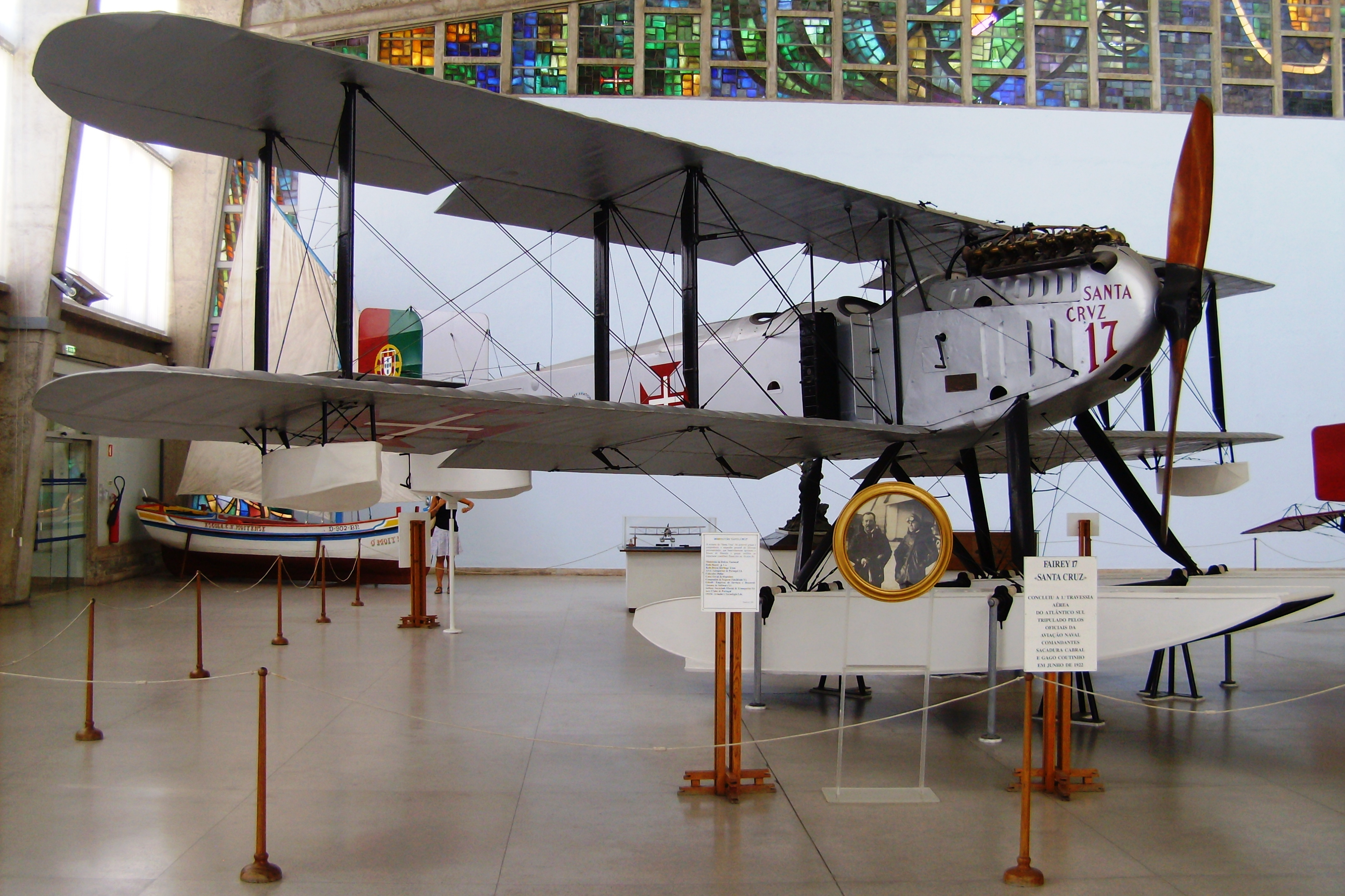
Fairey F IIID, Museu de Marinha Portugal

De Fairey III is een Brits eenmotorig dubbeldekker-verkenningsvliegtuig en lichte bommenwerper. Ontwikkeld en geproduceerd door vliegtuigfabriek Fairey Aviation. De eerste vlucht vond plaats op 14 september 1917. Er zijn totaal 964 exemplaren geproduceerd. De Fairey III heeft zeer lang dienst gedaan, tot in de Tweede Wereldoorlog waren er nog toestellen actief. Het vliegtuig kon worden uitgerust in zowel een uitvoering met een wielonderstel als in een watervliegtuig-uitvoering met drijvers.

## Ontwerp en historie
De Fairy III was een militair vliegtuig voor verschillende doeleinden zoals verkenner of lichte bommenwerper. De eerste Fairy tweedekkers waren gemaakt van een mix van hout en metaal. Latere versies waren volledig geconstrueerd van metaal. De vleugels waren opklapbaar zodat ze ook aan boord van een marinefregat konden worden meegenomen. Ze konden met een trolley onder de drijvers vanaf het dek starten, en vervolgens als watervliegtuig landen. Ze werden in de loop der tijd uitgerust met verschillende merken en typen motoren van 260-570 pk. De bemanning bestond uit 2-3 personen. In dienst van de marine ging er, naast de piloot en een waarnemer, als derde bemanningslid vaak nog een schutter mee.
De Fairey III heeft een opmerkelijk lange staat van dienst die begon in 1918. Het toestel heeft gediend in de legers van meer dan 12 landen. Zelfs in de Tweede Wereldoorlog waren er, hoewel technisch behoorlijk verouderd, nog een aantal actief als sleepvliegtuig voor luchtdoelen.

## Civiel gebruik
De Fairy III vond ook zijn weg naar de civiele markt. Een aantal werden uitgerust met een passagierscabine. Sommigen deden mee aan lange-afstand prestatietochten, bijvoorbeeld de Daily News Round the World Flight in 1922. En ook aan luchtraces zoals de Schneider Trophy en de Londen – Melbourne race

## Varianten

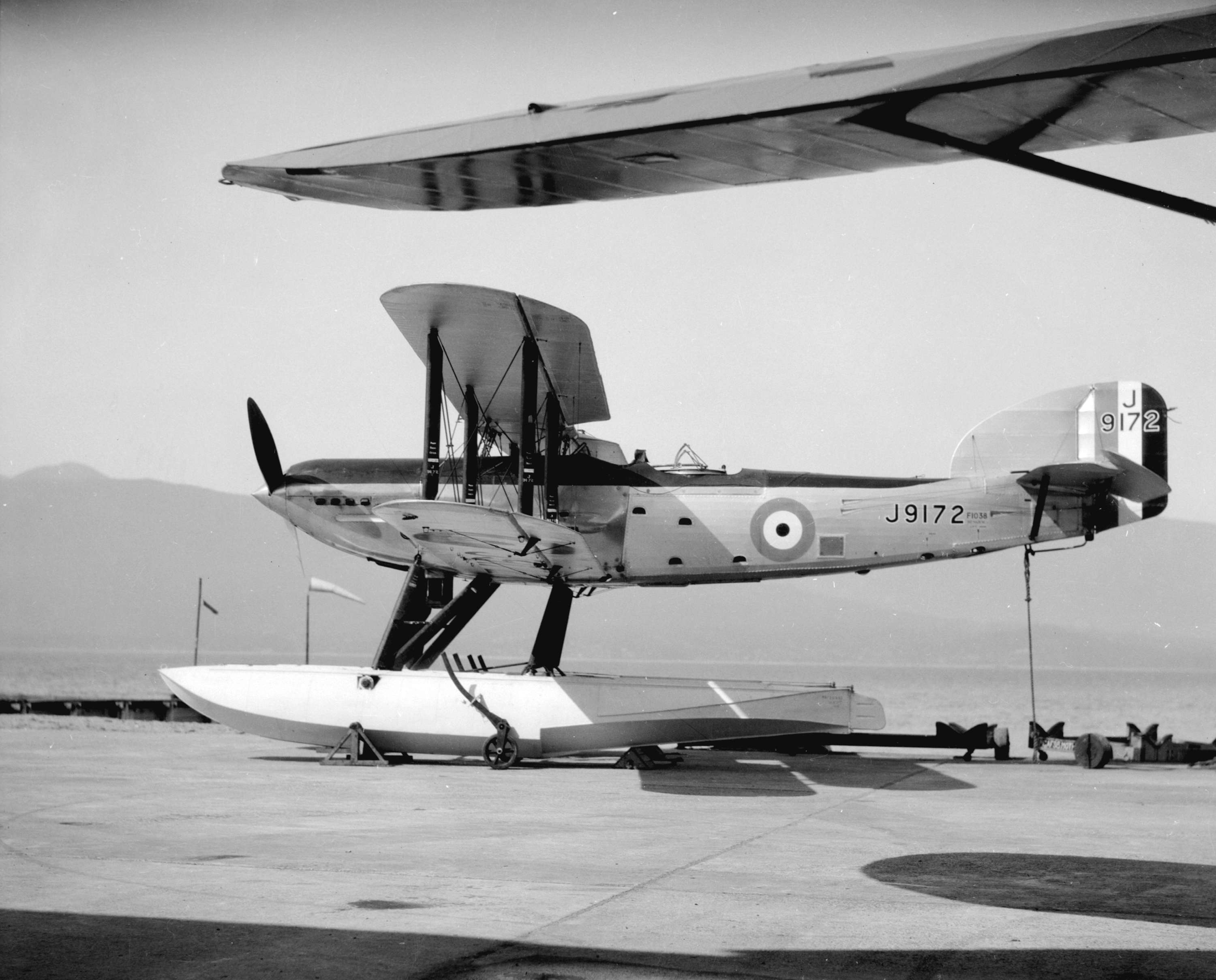
Fairey IIIF, uitgerust als watervliegtuig (1930)

Fairy N10Eerste Fairy III Prototype.
Fairy III A, B en CVerkenner en lichte bommenwerpe voor 2/3 bemanningsleden met een  Sunbeam Maori II V-12 motor
Fairy III D en EMultifunctionele tweezitter uitgerust met een  375 pk (280 kW) Rolls-Royce Eagle V-12 motor of een 450 pk (336 kW) Napier Lion W-12 motor. De Fairey IIIE was uitgerust met een stermotor.
Fairy IIIFDiverse uitvoeringen voor 2/3 bemanningsleden. Uitgerust met een Napier Lion watergekoelde W-12 motor.
Fairey IIIF Mk.VOriginele aanduiding van de ‘Gordon’.
Fairey IIIF Mk.VIOriginele aanduiding van de ‘Seal’.
Fairy IIIMCiviele uitvoering.
Queen IIIFRadio-bestuurd luchtdoel trainingsvliegtuig.
Fairey F.400Lange-afstands versie voor de Portugese Marine.